# Ievgueni Peniàiev
Ievgueni Peniàiev   (Moscou, 16 de maig de 1942) és un piragüista en aigües tranquil·les rus, ja retirat, que va competir sota bandera de la Unió Soviètica durant la dècada de 1960.
El 1964 va prendre part en els Jocs Olímpics d'Estiu de Tòquio, on guanyà la medalla de bronze en la prova del C-1, 1.000 metres del programa de piragüisme. També guanyà deu campionats nacionals. Una vegada retirat va exercir d'entrenador.